# 九龍巴士N237線
九龍巴士N237線是香港一條來往美孚及葵盛（東）的通宵循環巴士路線，以逆時針方向環繞葵涌行走，依次途經青山公路－葵涌段（華員邨）、北葵涌的石籬邨、安蔭邨、石蔭邨、葵興（光輝圍一帶）、葵涌新區及葵盛邨，最後經荃灣路和葵涌道返回美孚。

## 歷史
- 2002年11月4日：本線投入服務。
- 2004年5月1日：繞經紅色小巴不能到達的石籬（梨貝街）巴士總站及安蔭巴士總站。
- 2015年6月27日：增設到站時間預報。[2]
- 2018年4月23日：往葵盛方向加設大白田街石蔭東邨站[3]。
- 2018年12月9日：改為雙層巴士行駛。[4]

## 服務時間（詳細班次）
| 每日美孚開 | 每日美孚開 | 每日美孚開 | 每日美孚開 | 每日美孚開 |
| ---------- | ---------- | ---------- | ---------- | ---------- |
| 01:00      | 01:30      | 02:00      | 02:30      | 03:00      |
| 03:30      | 04:00      | 04:30      | 05:00      |            |

## 收費
全程：$10.7
| - 本線設有12歲以下小童及65歲或以上長者半價優惠。 - 65歲或以上香港居民使用「樂悠咭」，以及12歲以下合資格殘疾兒童使用「殘疾人士身份」個人八達通繳付車資，均可享有每程$2.0或半價（以較低者為準）的票價優惠；12至64歲合資格殘疾人士使用「殘疾人士身份」個人八達通（包括「樂悠咭」），以及60至64歲香港居民使用「樂悠咭」繳付車資，均可享有每程$2.0或全費（以較低者為準）的票價優惠。 - 65歲或以上長者如使用長者或一般個人八達通繳付車資，則只可享有半價優惠；12至64歲合資格殘疾人士如不使用「殘疾人士身份」個人八達通，以及60至64歲人士如不使用「樂悠咭」繳付車資，必須繳付全費。 - 乘客可以現金或八達通於上車時付款，不設找續。 - 九龍巴士、城巴及龍運巴士全職員工及家屬（不包括外判職員）可免費乘搭本路線，惟必須拍職員或職員家屬八達通。 |

### 八達通轉乘優惠
乘客登上本線後150分鐘內以同一張八達通卡轉乘N241、N260或N269線，或從以下路線登車後150分鐘內以同一張八達通卡轉乘本線，次程可獲車資折扣優惠。
N237←→N241，於美孚轉乘，總車資$15.8
- N237往美孚 → N241往紅磡站
- N241往長宏 → N237往葵盛

N237←→N260，於美孚轉乘，總車資$17.7
- N237往美孚 → N260往屯門碼頭
- N260往美孚 → N237往葵盛

N237←→N269，於美孚轉乘，總車資$19.4
- N237往美孚 → N269往天慈
- N269往美孚 → N237往葵盛

## 使用車輛
受梨貝街的急彎影響，本線只能採用長度11.3米或以下的巴士行走。本路線現時主要使用亞歷山大丹尼士Enviro 200、亞歷山大丹尼士Enviro 400（ATSE）及Enviro 500 MMC 11.3米（E6M）雙層低地台巴士行走。

## 行車路線

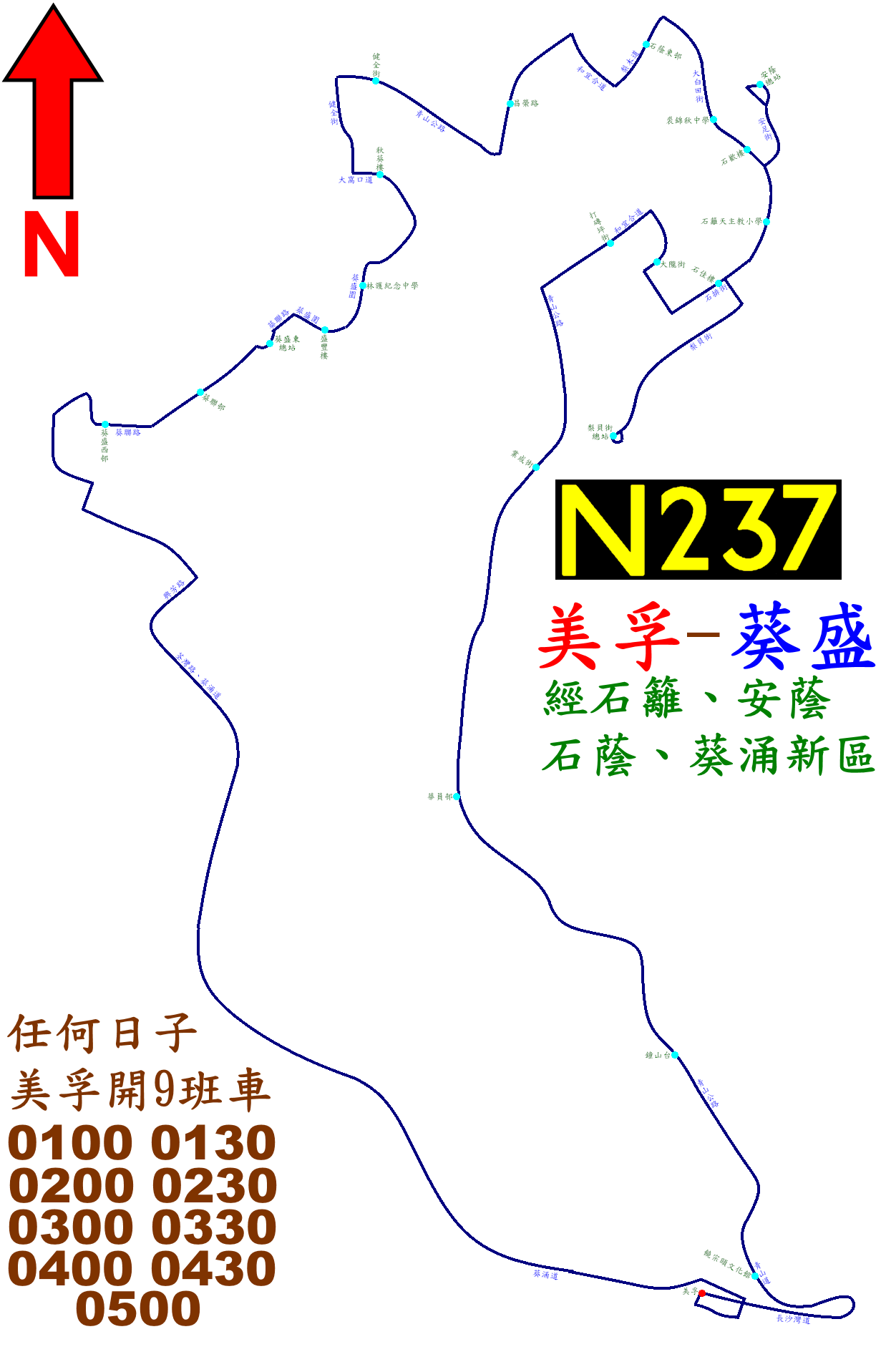
此線的走線圖，可見其走線呈環狀反時針行駛

N237線所有班次均由美孚開出，並經長沙灣道、青山道、青山公路－葵涌段、和宜合道、大隴街、圍乪街、石排街、梨貝街、石籬（梨貝街）巴士總站、梨貝街、石排街，大白田街、石梨街、安足街、安蔭巴士總站、安足街、石排街、大白田街、梨木道、和宜合道、昌榮路、青山公路－葵涌段、健全街，禾塘咀街、大窩口道、葵盛圍、葵聯路、葵盛圍、盛福街、葵福路、興芳路、荃灣路、葵涌道、長沙灣道及荔枝角道折返美孚，具體停站請參考資訊框。

## 低客量問題
由於本線服務的絕大部份的地區均有較方便的紅色小巴服務，而且上述小巴能深入九龍心臟地帶，車程快捷而收費亦合理，因此很多深宵由市區返回居所的居民多不會乘搭本線，以致本線客量一直偏低，乘客多為九巴荔枝角車廠員工（基本上他們都可以免費搭乘）。故九巴多年來計劃放棄營運本路線，以節省資源。
因此，九巴現時只派出單層巴士行走，班次亦只有30分鐘一班，即使在節日（例如農曆新年除夕）亦不會加強服務，可見九巴早已對本路線採取放棄態度。

## 外部連結
- 九巴N237線－九龍巴士